# Mosquiter oriental
El mosquiter oriental o mosquiter pàl·lid oriental (Phylloscopus orientalis) és una espècie d'ocell de la família dels fil·loscòpids (Phylloscopidae). Es troba al sud d'Europa Oriental, Turquia i el nord de l'Àfrica oriental. El seu estat de conservació es considera de risc mínim. Ha estat considerat una subespècie de Phylloscopus bonelli.

## Hàbitat i distribució
Habita zones de bosc de la regió mediterrània oriental, des dels Balcans i Grècia fins Turquia, Israel i l'oest de l'Iran.